# Greg Nixon
Greg Nixon (ur. 12 września 1981) – amerykański lekkoatleta, specjalizujący się w biegach sprinterskich.
Sukcesy międzynarodowe osiąga w biegu sztafetowym 4 x 400 metrów. Srebrny medalista igrzyskach panamerykańskich w Rio de Janeiro (2007). W 2008 i 2010 zdobywał halowe mistrzostwo świata, a w 2011 został mistrzem świata na stadionie. Medalista mistrzostw USA.
Rekordy życiowe w biegu na 400 metrów: stadion – 44,61 (26 czerwca 2010, Des Moines); hala – 45,77 (28 lutego 2010, Albuquerque).

## Osiągnięcia
| Rok  | Impreza                   | Miejsce        | Konkurencja        | Lokata     | Wynik   |
| ---- | ------------------------- | -------------- | ------------------ | ---------- | ------- |
| 2007 | Igrzyska panamerykańskie  | Rio de Janeiro | sztafeta 4 x 400 m | 2. miejsce | 3:02,44 |
| 2008 | Halowe mistrzostwa świata | Walencja       | sztafeta 4 x 400 m | 1. miejsce | 3:06,79 |
| 2010 | Halowe mistrzostwa świata | Doha           | sztafeta 4 x 400 m | 1. miejsce | 3:03,40 |
| 2010 | Puchar interkontynentalny | Split          | sztafeta 4 x 400 m | 2. miejsce | 2:59,00 |
| 2010 | DécaNation                | Annecy         | bieg na 400 m      | 1. miejsce | 45,63   |
| 2011 | Mistrzostwa świata        | Daegu          | sztafeta 4 x 400 m | 1. miejsce | 2:59,31 |